# 鹿角市歴史民俗資料館
鹿角市歴史民俗資料館（かづのしれきしみんぞくしりょうかん）は、秋田県鹿角市花輪中花輪113にある博物館。1916年（大正5年）竣工の建物は木造の擬洋風建築であり、名称は旧鹿角郡公会堂（きゅうかづのぐんこうかいどう）。鹿角市指定文化財。

## 歴史

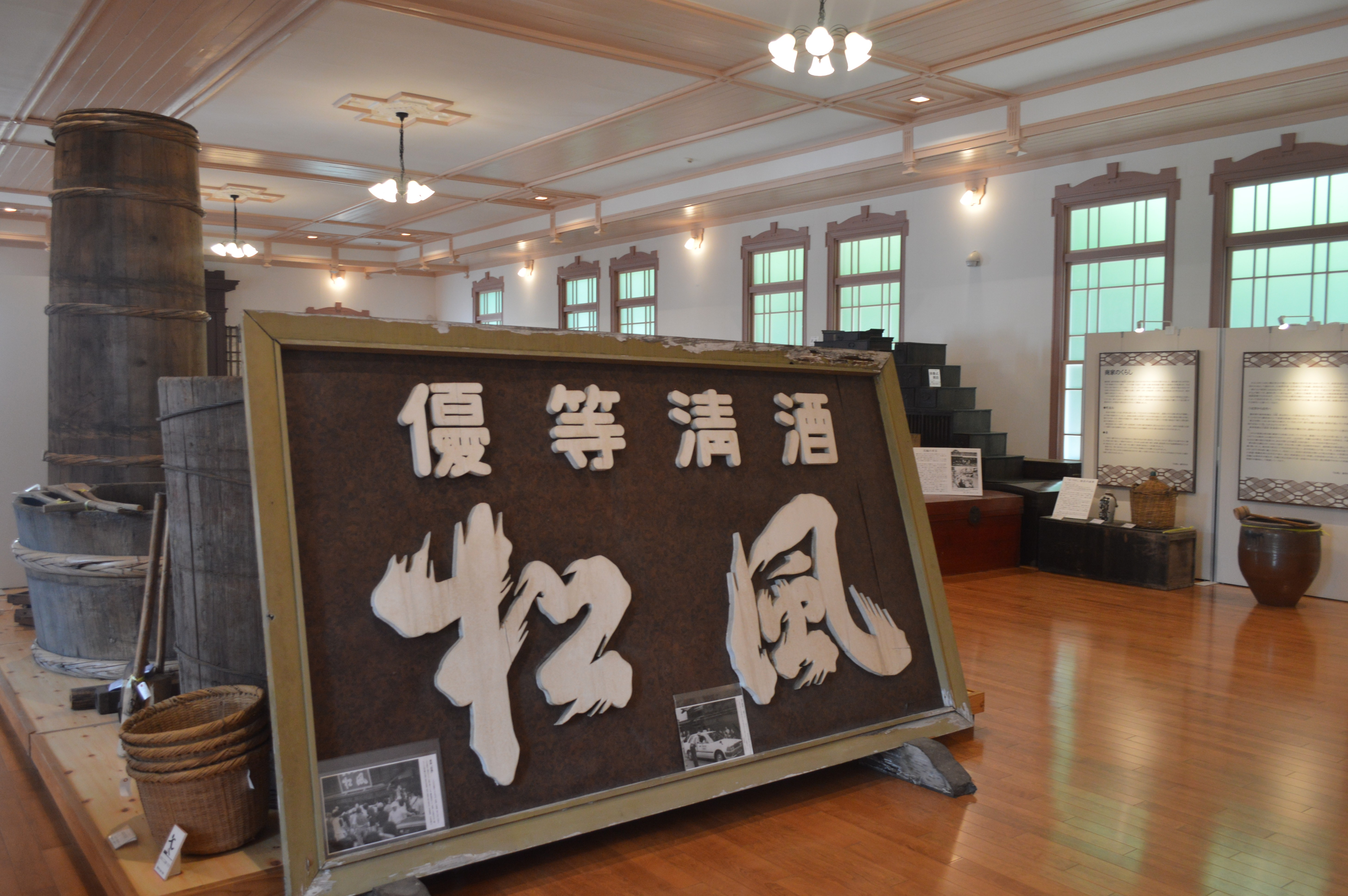
展示

1882年（明治15年）1月には花輪学校が大町からこの場所に移転したが、1904年（明治37年）には旧二の丸に再移転した。花輪学校の建物が取り壊された後、1916年（大正5年）9月23日には大正天皇御大礼記念として鹿角郡公会堂が竣工した。
建物の設計は笹原緑哉であり、笹原は小坂鉱山の関係者だったとされている。秋田県では小坂町や阿仁鉱山のある阿仁町（現・北秋田市）などの鉱山町に洋風建築が多く建てられており、鹿角郡公会堂もその流れの中にあった。1925年（大正14年）11月19日には秋田県立図書館花輪分館が入居した。戦前には公会堂や催事場として用いられ、1937年（昭和12年）には東北六県蚕種業者大会の会場となった。
戦後にはダンスホール、公民館、民俗資料室として用いられた。1969年（昭和44年）には秋田県種苗交換会の協賛行事として明治100年記念民俗資料展が開催され、これを機に花輪町は民俗資料の収集を開始した。1979年（昭和54年）に花輪公民館が移転したことで、1982年（昭和57年）には鹿角市民俗資料室に転用された。1991年（平成3年）3月26日、「旧鹿角郡公会堂」として鹿角市指定文化財に指定された。
2016年（平成28年）には旧鹿角郡公会堂の改修工事が行われ、2017年（平成29年）11月3日に鹿角市歴史民俗資料館が開館した。

## 展示
「鉱山を支えた商業の町 花輪」を展示テーマとし、明治から昭和初期の民俗資料を展示。
- 常設展示
  - 商家のくらし - 尾去沢鉱山で栄えた花輪の商店の調度品を紹介[7]。
  - 農業 - 代表的な農具を展示[7]。
  - 染 - 鹿角に伝わる紫紺染・茜染を、人間国宝の栗山文次郎家（栗山家）から寄贈された用具で紹介[7]。
  - 造り酒屋 - 松風酒造から寄贈された用具を中心に造り酒屋を紹介[7]。

## 利用案内
- 開館時間 - 9時から17時
- 休館日 - 毎週月曜、年末年始（12月29日から1月3日）
- 入館料 - 無料
- 交通アクセス - JR花輪線鹿角花輪駅から徒歩約7分